# Jaume Illa i Cerdà
Jaume Illa i Cerdà, o Ylla (?, ? — Barcelona, 2 de maig de 1916), fou un tenor català.
Debutà el 1911 al Teatre Gran Via de Barcelona en el paper de Mario Cavaradossi a Tosca de Puccini. Actuà en diversos teatres de l'Estat espanyol tot interpretant òpera i sarsuela. El 1916 participà en l'estrena de Tassarba, d'Enric Morera, al Gran Teatre del Liceu i sembla que no estigué gaire airós en l'acompliment del paper de Gerinel. Morí prematurament.